# Narentins

Pagania au IXe siècle.

Les Narentins sont des populations au sud de la Dalmatie dans le bassin du fleuve Neretva (Narenta), actives aux IXe et Xe siècles comme pirates sur l'Adriatique. Nommés Narentani dans les sources vénitiennes et Paganoi (« païens ») dans les sources byzantines, il s'agit d'une ensemble dominé par les Slaves méridionaux à l'époque encore adeptes de la mythologie slave d'où le nom de Pagania (Paganie) donné à la région alors que les peuples voisins dalmates ou morlaques, de langues romanes, étaient christianisés et, comme Venise, sous influence byzantine.
Les pirates Narentins s'attaquaient notamment au trafic maritime de la république de Venise, y compris près de Venise elle-même, et ont battu les flottes du doge à plusieurs reprises. Les traités de paix vénéto-narentins n'ont pas duré, car les Narentins revenaient à la piraterie, plus fructueuse. Ils ont finalement été vaincus lors d'une offensive vénitienne d'envergure au début du Xe siècle, qui inaugure le Stato da Màr : possession vénitienne d'Istrie, Dalmatie, Morlaquie et Cattarie qui durera jusqu'en 1797. Après le XIe siècle les sources cessent de citer les Narentins pour n'évoquer que les Dalmates, les Croates, les Morlaques ou les Ragusains.